# Ивановское (Огарковское сельское поселение)
Ивановское — деревня Огарковского сельского поселения Рыбинского района Ярославской области.
Деревня расположена к западу от стоящей на автомобильной дороге Р104 на участке Рыбинск—Пошехонье деревни Милюшино, удалённой на 30 км от Рыбинска. В южной части деревни Милюшино, которая ранее была селом Троица, в западном направлении, к берегу Рыбинского водохранилища начинается просёлочная дорога, вдоль которой и выстроена деревня Ивановское .
Деревня Ивановское обозначена на плане Генерального межевания Рыбинского уезда 1792 года.
На 1 января 2007 года в деревне числилось 18 постоянных жителей . Почтовое отделение, расположенное в деревне Волково, обслуживает в деревне Ивановское 53 дома .